# Петерсен, Фредрик
Фредрик Раахауге Петерсен (швед. Fredrik Raahauge Petersen; род. 27 августа 1983, Истад, Швеция) — шведский гандболист, тренер клуба «Истад». Серебряный призёр летних олимпийских игр 2012 в Лондоне в составе сборной Швеции. В 2013 году вместе с «Гамбургом» выиграл Лигу чемпионов ЕГФ.

## Карьера
Фредрик Петерсен начал свою спортивную карьеру в «Истаде». Там же он впоследствии дебютировал в «Элитсерии» (ныне - Гандбольная лига). В сезоне 2004/05 Петерсен стал лучшим бомбардиром Элитсерии вместе с Йонасом Лархольмом из «Севехофа», забив 197 голов в 25 играх. Летом 2006 года он перебрался в Данию и стал игроком команды «ГОГ». Уже в первом сезоне его выступлений команда сумела стать чемпионом Дании.
По окончании сезона 2009/2010 клуб обанкротился, и Петерсену пришлось искать новую команду. Он выбрал датский «Бьеррингбро-Силькеборг», где провел два сезона. Оба раза команда дошла до финала чемпионата Дании, и каждый раз проигрывала команде «Копенгаген».
Летом 2012 года Петерсен подписал контракт с« Копенгагеном», но из-за банкротства клуба он так и не смог дебютировать в составе команды. Впоследствии Петерсен подписал однолетнее соглашение с командой« Гамбург» из Германии. Его единственный сезон в «Гамбурге» закончился тем, что команда стала чемпионом Лиги чемпионов ЕГФ, победив в финале «Барселону» в дополнительное время.
В 2014 году перешел в «Фюксе Берлин», и подписал контракт, который действовал до 2015 года. В начале декабре 2015 года было официально объявлено, что Петерсен планирует покинуть Берлин летом 2016 года, но уже в середине декабря контракт был расторгнут.
1 февраля 2016 года вернулся в Швецию, перейдя в Мальмё, после 10 лет проведенных в Дании и Германии.
В 2018 году он вернулся в свой родной клуб «Истад».
В 2020 году оформил переход в «Кристианстад».
В 2021 году Фредрик объявил о завершении своей игровой карьеры и принял решение стать спортивным директором «Истад». Однако в декабре 2021 года он вернулся на поле в качестве игрока, чтобы помочь родному клубу. В 2023 году стал главным тренером клуба.

### Сборная
В 2003 году Петерсен стал победителем чемпионата мира до 21 года в составе сборной Швеции.
Однако в 2007 году на чемпионате мира по гандболу среди мужчин в Германии он не смог пройти квалификацию вместе со сборной Швеции. В 2008 году на чемпионате Европы по гандболу в Норвегии он не попал в состав сборной, хотя был в расширенном списке. Во время летних Олимпийских игр 2012 года в Лондоне завоевал серебряную медаль. Он также участвовал в Олимпийских играх 2016 года в Рио-де-Жанейро.
В период с 2003 по 2016 год он сыграл 155 международных матчей и забил 426 гола за национальную команду.

## Личная жизнь
Женат, есть сын Гарри.

## Достижения
Согласно

### Клубные
- ГОГ
  - Чемпионат Дании
    - Чемпион (1): 2007
- Бьеррингбро-Силькеборг
  - Чемпионат Дании
    - Второе место (2): 2011, 2012
- Гамбург
  - Лига чемпионов ЕГФ
    - Чемпион (1): 2013
- Фюксе Берлин
  - Лига Европы ЕГФ:
    - Чемпион (1): 2015

  - Кубок Германии
    - Чемпион (1): 2014

### Международные
- Швеция
  - Олимпийские игры 2012 —   2 место

- Швеция до 21 года
  - Чемпионат мира 2003 —  1 место